# Parastenaropodites exossis

Parastenaropodites exossis  (лат.) — ископаемый вид насекомых из семейства Mesorthopteridae (отряд Grylloblattida). Пермский период (Мутовино, ярус Poldarsa, около 260 млн лет), Россия, Вологодская область. Длина переднего крыла — 32,0 мм. Сестринские таксоны: Parastenaropodites aquilonius, P. stirps, P. circumhumatus, P. fluxa, P. intricatus, P. longiuscula, P. panneus, P. rigidus, P. vyatica. Вид был впервые описан в 2014 году российским палеоэнтомологом Д. С. Аристовым (Палеонтологический институт РАН, Москва) по ископаемым отпечаткам.